# Volkmar Andreae

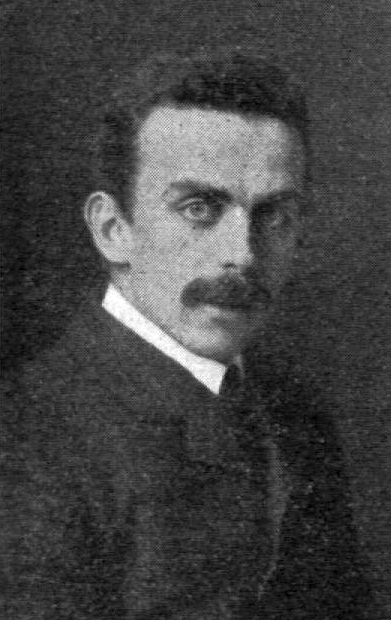
Volkmar Andreae

Volkmar Andreae (* 5. Juli 1879 in Bern; † 18. Juni 1962 in Zürich) war ein Schweizer Dirigent und Komponist sowie Direktor des Konservatoriums Zürich. Er gilt als bedeutender Bruckner-Interpret.

## Leben
Volkmar Andreae erhielt als Kind Klavierunterricht und seinen ersten Kompositionsunterricht bei Karl Munzinger. Von 1897 bis 1900 studierte er an der Hochschule für Musik Köln und war Schüler von Fritz Brun, Franz Wüllner und Friedrich Wilhelm Franke. 1900 wurde er Solorepetitor der Münchner Hofoper. 1902 übernahm er die Leitung des Gemischten Chors Zürich, dem er bis 1949 vorstand. Daneben leitete er 1902–1914 die  Stadtsänger Winterthur und 1904–1914 den Männerchor Zürich.
Er leitete 1906–1949 das Tonhalle-Orchester Zürich und 1914–1939 das Konservatorium Zürich. Er gehörte zu den Gründern der ISCM Switzerland, der Schweizer Sektion der Internationalen Gesellschaft für Neue Musik IGNM/ISCM. Andreae präsidierte die ISCM Switzerland 1922–1934. An den Weltmusiktagen der Internationalen Gesellschaft für Neue Musik (ISCM World New Music Days) dirigierte er 1925, 1926 und 1930. Später lebte er als Lektor und freischaffender Komponist in Wien und trat international als Dirigent auf. Seine besondere Vorliebe galt den Sinfonien Anton Bruckners, von denen er 1953 für den österreichischen Rundfunk mit den Wiener Symphonikern die erste Gesamteinspielung überhaupt vorlegte. Da dieser Zyklus erst 2009 auf CD erschien, blieb Andreaes Einsatz für Bruckner lange wenig bekannt.
Andreaes kompositorisches Schaffen umfasst Opern, sinfonische und kammermusikalische Werke, ein Klavier-, ein Violin- und ein Oboenkonzert, Klaviermusik sowie Chormusik und Lieder (z. B. Vertonungen von Schweizer Dichtern wie dem mit ihm seit etwa 1905 befreundeten Hermann Hesse oder Conrad Ferdinand Meyer). Für Andreae schrieb Hesse 1915 das unveröffentlicht gebliebene Libretto für eine vieraktige Oper Romeo, beruhend auf Shakespeares Romeo und Julia in der Übertragung von Schlegel. Zu Andreaes Freundeskreis gehörten auch der Konstanzer Zahnarzt und Musikförderer Alfred Schlenker und Fritz Brun.
Andreae fand seine letzte Ruhestätte auf dem Zürcher Friedhof Manegg.

## Familie
Volkmar Andreae war der Sohn des Apothekers Philipp Andreae und von dessen Ehefrau Adeline Françoise Joséphine geb. Perroni. Ein Bruder war der Bauingenieur und Hochschullehrer Charles Andreae, ein Grossvater der Apotheker Heinrich Volkmar Andreae.
Volkmar Andreaes in Zürich geborener Sohn Hans Andreae (1908–1978), Pianist, war von 1937 bis 1973 Lehrer für Cembalo und Klavier am Zürcher Konservatorium. Der Dirigent Marc Andreae ist ein Enkel. Volkmar Andreae hatte neben seinem Sohn Hans zwei Töchter. Ruth wurde eine erfolgreiche Gynäkologin und Chirurgin, heiratete und hat drei Töchter. Marianne heiratete den bulgarischen Pianisten Sava Savoff, der später Direktor des Konservatoriums Zürich wurde, sie hatten eine Tochter und einen Sohn.

## Ehrungen
- Anton-Bruckner-Ring (1925)
- Großes Silbernes Ehrenzeichen für Verdienste um die Republik Österreich (1957)[9]

## Werke (Auswahl)

### Vokalmusik
- Vater unser für Mezzosopran, Frauenchor und Orgel
- Das Göttliche für Tenor, Chor und Orchester (1900)
- Das Göttliche, für Chor, Tenorsolo und Orchester, op. 2 Text: Johann Wolfgang von Goethe.   OCLC 695849685
- Charons Nachen für Solisten, Chor und Orchester op. 3 (1901) Text: Joseph Victor Widmann. OCLC 826858819
- Der Spielmann, vier Lieder für eine Männerstimme mit Klavierbegleitung op. 5 Text: Max Wetter. OCLC 695849686
- Zwei Gesänge für Männerchor a capella, op. 6 Text: Max Wetter I Waldesfriede II Graf Isenburg (um 1903). OCLC 638416317
- Schutzgeister, Kantate (1904)
- Drei schlichte Weisen für Männerchor a cappella op. 8. OCLC 731283770
- Sechs Gedichte von Conrad Ferdinand Meyer für eine Singstimme und Klavier op. 10 Hug, Zürich 1906. OCLC 1148408148
- Vier Männerchore a cappella op. 11 I  Auf dem Canal grande II Der Jungschmied III  Die schweren Zeiten IV  Campo santo die Staglieno, Hug, Zürich um 1906/1907. OCLC 84634043
- Vier Gesänge mit Klavierbegleitung op. 12 I  Mond am Tage Text: Conrad Ferdinand Meyer II  Alte Schweizer Text: Conrad Ferdinand Meyer III  Der Schmied Text: Walter Schädelin IV  Du bist ein Kind Text: E. Ziel. OCLC 605300752
- Vier Gedichte von Meinrad Lienert in schweizer-deutscher Mundart für Männerchor a cappella op. 13 II Hochsigzyt: Nu allemol wänn's Lanzig wird. OCLC 864705595
- Vier (einstimmige) Gesänge mit Klavierbegleitung op. 15, Hug, Leipzig 1909. OCLC 605718268 I Wenn ich Abschied nehme für Tenor Text: Karl Weitbrecht II Eiche im Sturm. Für Tenor Text: Walter Schädelin. III Nirgend mehr ein Sonnenschein Text: Karl Weitbrecht IV Der Bevorzugte. Für hohen Koloratursopran Text: Carl Spitteler.
- Sechs Gedichte in schweizer-deutscher Mundart op. 16 für Gesang mit Klavierbegleitung, Hug, Zürich 1906. OCLC 611368972 I Pfyfferfahrt : Iberger Mundart Text: Meinrad Lienert. OCLC 1091603678
- Zwei Männerchöre op. 17 I Tanzlied. Incipit: Des Goldbauern Hiesel, dem ging es recht schlecht Text: Heinrich Leuthold. II Hüt' du dich! Incipit: Ich weiss mir 'n Mädchen hübsch und fein. Text: aus Des Knaben Wunderhorn, Hug, Leipzig und Zürich 1910. OCLC 638416460
- Vater unser für Mezzosopran- (oder Bariton- ) Solo, dreistimmigen Frauenchor und Orgel  op. 19, Hug, Leipzig 1911. OCLC 884445383
- An die Hoffnung ... für Männerchor a cappella op. 21, Hug, Leipzig, Zürich 1912. OCLC 84336704
- Drei Gedichte von Gottfried Keller für Männerchor a cappella op. 22 I Ratzenburg II Röschen biss den Apfel an III Frühlingslied. Incipit: C'est le printemps, Gebrüder Hug & Co., Leipzig und Zürich 1913. OCLC 82060422
- Vier Gedichte von Hermann Hesse. Op. 23. Für eine (männliche) Stimme mit Klavierbegleitung. Hug, Zürich 1912 (Uraufgeführt 1913 von Ilona Durigo in Zürich[10]). I Ravenna. OCLC 638651256 II Gebet der Schiffer. OCLC 611377890 III Bei Spezia IV Barcarole OCLC 611368966
- Zwei Männerchöre op. 24 I Wanderlied Incipit: Lustig wandr' ich querfeldein, II Der fliegende Holländer, Text: Otto Rüdel, Bote & G. Bock, Hug, Zürich 1913. OCLC 82767521
- Ratcliff, Tragödie (Oper) op. 25, für mehrere Singstimmen, drei Sprechstimmen, Chor und Orchester, Dichtung von Heinrich Heine, Fürstner, Berlin 1918. OCLC 611865803
- Magentalied für Männerchor und Orchester op. 28, Hug, Leipzig und Zürich 1919. OCLC 637463105
- Höheres Leben: Der Mensch erwählt sein Leben für Männerchor und Blasorchester, op. 36, Text: Friedrich Hölderlin, Hug, Leipzig 1929. OCLC 605718801
- Li-Tai-Pe, Acht chinesische Gesänge für Tenor und Orchester op. 37, Nachdichtungen von  Klabund angelehnt an Li Tai-peh (Li Taibai), Gebrüder Hug, Leipzig und Zürich 1931. OCLC 716243369
- Suite für Männerchor a cappella op. 38, nach Sprüchen von Ernst Zahn OCLC 637389908
- Weihe des Landes, Hymne für Männerchor op. 39 No. 2 Text: Anna von Rüti. OCLC 901830779  Stundenchor für die II. Kategorie beim Eidgenössischen Sängerfest in Basel 1935
- Weite Welt und breites Leben, op. 39 No. 3 Text: Johann Wolfgang von Goethe, Hug, Zürich 1935. OCLC 901830489 Stundenchor für die III. Kategorie beim Eidg. Sängerfest in Basel 1935.
- Spruch: Willst du dir ein gut Leben zimmern für Männerchor a cappella, op. 39 No. 4, Hug, Zürich 1935.  OCLC 901830780 Stundenchor für die IV. Kategorie beim Eidg. Sängerfest in Basel 1935.
- Suite für Männerchor, Baritonsolo und Orchester op. 41 Text: Gonzague de Reynold. OCLC 774142386
- Festgesang: Schliesst auf den Ring" für Männerchor und Klavier ad libitum, Text: Gottfried Keller, Hug, Zürich 1948. OCLC 611080491
- Nossa vet'ei semeglionta [Unser Leben gleicht der Reise] für Männerchor, Text:  Alfons Vinzens. (rätoromanisch), Moriz Maggi 1948. OCLC 1151003249
- Landsgemeindelied: Freie Männer! Dies ist der Tag für Männerchor, Text: Edwin Arnet, Hug, Zürich 1951. OCLC 611080449

### Kammermusik
- Klaviertrio op. 1 (1901). OCLC 51078772
- Sonate in D für Violine und Klavier op. 4. OCLC 870015069
- Streichquartett in B-Dur op. 9, Hug, Zürich 1905. OCLC 731283770
- Klaviertrio Nr. 2 in Es-Dur op. 14, Gebrüder Hug, Leipzig und Zürich 1908. OCLC 961405833
- Streichtrio op. 29, Hug, Leipzig 1919. OCLC 1043995779
- Streichquartett Nr. 2 e-Moll op. 33, Eulenburg, Leipzig 1922. OCLC 497247670

### Orchesterwerke
- Sinfonie in B-Dur (unpubliziert, WoO; ca. 1895)
- Sinfonische Fantasie für großes Orchester, Tenor-Solo, Chortenor und Orgel op. 7 mit einem vorangestellten Gedicht von Walter Schädelin, Hug, Zürich um 1905. OCLC 699106345
- Sinfonie in F-Dur (1903).
- Kleine Suite, op. 27.
- Notturno und Scherzo, op. 30, 1919.
- Sinfonie Nr. 2 in C-Dur, op. 31, Gebrüder Hug & Co., Leipzig 1920. OCLC 843210447
- Musik für Orchester, op. 35, Hug, Leipzig 1929. OCLC 605718810
- La cité sur la montagne, Szenenmusik, 1942.
- Li-Tai-Pe, acht Chinesische Lieder für Tenor und Orchester, op. 37, 1943.

### Konzerte
- Klavierkonzert D-Dur, 1898.
- Konzertstück für Klavier und Orchester b-Moll, 1900
- Rhapsodie für Violine und Orchester op. 32, Hug, Leipzig 1920. OCLC 889666906
- Konzert für Violine und Orchester op. 40. Gebrüder Hug & Co., Leipzig und Zürich 1936. OCLC 83398733
- Konzert für Oboe und Orchester, op. 42, Hawkes & Son, London 1947. OCLC 1061634446

### Märsche
- Marche des Carabiniers, Marsch des Schützenregiments No. 12 für Schweizerische Militärmusik, Hug, Zürich um 1917. OCLC 730297393
- Marsch des Schützenbataillons 3 für Schweizerische Militärmusik, Hug, Zürich. OCLC 730297392
- Schweizerischer Armeemarsch, Hug, Zürich 1940
- Defiliermarsch des 14. schweizerischen Inf.-Regiments für Harmoniemusik, Hug, Zürich um 1940. OCLC 611337651

### Sonstiges
- Sechs Klavierstücke zu zwei Händen op. 20 – I Praeludium – II Bacchantischer Tanz – III Frage – IV Catalonisches Ständchen – V Adagio – VI Unruhige Nacht, Hug, Leipzig, Zürich 1911. OCLC 610756615
- Kleine Suite, op. 27, Leuckart, Leipzig 1917. OCLC 731004559
- Notturno and Scherzo, op. 30, Leuckart, Leipzig um 1918. OCLC 731004562
- Abenteuer des Casanova, vier Einakter op. 34, Text:  Ferdinand Lion – I Die Flucht aus Venedig – II Casanova in Paris – III Spanisches Nachtstück – IV Casanova in Potsdam. 1923. OCLC 17468211
- La cité sur la montagne, Festspielmusik (1942)